# Gottlieb Leuchtenberger

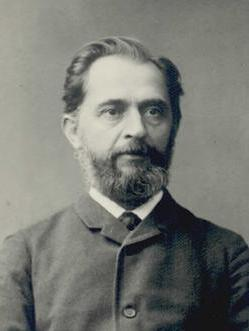
Gottlieb Leuchtenberger (1891)

Gottlieb Leuchtenberger (* 14. Dezember 1839 in Wittenberg; † 4. Mai 1914 in Wernigerode) war ein deutscher Gymnasiallehrer. 

## Leben
In Wittenberg aufgewachsen, studierte Leuchtenberger an der Friedrichs-Universität Halle, der Universität Erlangen und der Universität Berlin Philosophie und Klassische Philologie. Das Examen pro facultate docendi (Staatsexamen) bestand er am 9. August 1864. Das Probejahr durchlief er 1864/65 am Gymnasium in Bromberg, an dem er als Hilfslehrer und seit Neujahr 1867 als ordentlicher Lehrer blieb. 1875 wurde er als Gymnasialdirektor an das Königliche Wilhelms-Gymnasium Krotoschin berufen.
Seit Neujahr 1888 Direktor des Königlichen Gymnasiums Erfurt, wurde er Mitglied der Akademie gemeinnütziger Wissenschaften. Im folgenden Jahr erhielt er auf einer Direktorenkonferenz den Auftrag, „einen Kanon pädagogischer und didaktischer Grundregeln für Kandidaten und jüngere Lehrer“ aufzustellen. Seine Arbeit fand große Anerkennung und wurde 1909 (2. Auflage 1911, 3. Auflage 1917) in Buchform als Vademecum für junge Lehrer publiziert. 
Ostern 1891 wechselte er als Direktor an das Friedrich-Wilhelms-Gymnasium (Posen). Ostern 1901 kam er als Direktor an das Friedrich-Wilhelm Gymnasiums in Köln. Zuletzt war er ab Michaelis 1904 Direktor des Friedrich-Wilhelm-Gymnasiums in Berlin. Vier Jahre später trat er in den Ruhestand, den er in Groß-Lichterfelde und Wernigerode verlebte. In Groß-Lichterfelde entstand sein Werk Der Schuldirektor (1911),  das er dem Königlichen Gymnasium in Erfurt zu seinem 350jährigen Jubiläum widmete.

## Veröffentlichungen
- Der Schuldirektor. Erfahrungen und Ratschläge für junge Direktoren und solche, die es werden wollen. Berlin 1911, 126 Seiten.
- Vademecum für junge Lehrer. Pädagogisch-didaktische Erfahrungen und Ratschläge. Berlin 1909, 182 Seiten; 2. Auflage 1911, 3. Aufl. 1917.
- Die Oden des Horaz für den Schulgebrauch. Berlin 1909, 50 Seiten.
- Dispositionen zu deutschen Aufsätzen und Vorträgen für die oberen Klassen höherer Lehranstalten. 2 Bände. Berlin 1906, 160 Seiten.
- Hauptbegriffe der Logik in Beispielen nebst Erläuterungen für den Gebrauch an höheren Lehranstalten. Berlin 1906, 58 Seiten.
- Die philosophische Propädeutik auf den höheren Schulen. Ein Wort zu ihrer Wiedereinsetzung in ihre alten Rechte. Berlin 1893, 41 Seiten.
- Idee und Ideal. Ein Stück philosophischer Propädeutik. Posen 1893, 34 Seiten.
- Hauptbegriffe der Psychologie. Ein Lesebuch für höhere Schulen und zur Selbstbelehrung. Berlin 1899, 163 Seiten.
- Rede zum Gedächtniss wailand Sr. Majestät des in Gott ruhenden Kaisers und Königs Wilhelm am 22. März 1888 in der Aula des Gymnasiums zu Erfurt gehalten. Erfurt 1888, 21 Seiten.
- Rede zum Gedächtnis wailand Sr. Majestät des in Gott ruhenden Kaisers und Königs Friedrich am 30. Juni 1888 in der Aula des Gymnasiums zu Erfurt gehalten. Erfurt 1888, 20 Seiten.
- Ausführlicher Bericht über die Feier des fünfzigjährigen Jubiläums der höherten Lehranstalt zu Krotoschin. Krotoschin 1887, 24 Seiten.